# Затворен ковчег (роман)
Агата Кристи: Затворен ковчег : нови случај Херкула Поароа (енгл. Agatha Christie: Closed Casket) је детективски роман Софи Хане (енгл. Sophie Hannah) из 2016. године који је преведен 2017. године на српски језик у издању Лагуне.

## О роману
Леди Ателинда Плејфор организује забаву на свом имању у Енглеској. Док гости пристижу, она позива свог адвоката Мајкла Гедеркола да састави нови промењени тестамент у коме лишава наследства своју децу и све оставља некоме коме је остало неколико недеља живота. Међу гостима су и славни белгијски детектив Поаро и инспектор Скотланд јарда. Они не знају зашто су позвани, али не успевају да спрече убиство. На самом крају се открива прави идентитет жртве и убице.

## Ликови
- Херкул Поаро
- Едвард Кечпул, инспектор Скотланд јарда
- Леди Ателинда Плејфорд
- Мајкл Гедеркол, адвокат
- Џозеф Скочер, секретар леди Ателинде Плејфорд
- Хари Плејфорд, син леди Ателинде Плејфорд
- Доро Плејфор, супруга Харија Плејфорда
- Клодија Плејфорд, кћер леди Ателинде Плејфорд
- Рандал Кимптон, вереник Клодије Плејфорд

## Задужбина Агате Кристи
Задужбина Агате Кристи је изабрала Софи Хану као писца који ће наставити дело Агате Кристи и њеног чувеног детектива Поароа. Ово је заједнички подухват у коме учествују писац, издавач "Харепер Колинс" и потомци велике списатељице крими романа Агате Кристи. Потомци су одобрили наставак рада на романима који су Кристијеву учинили најпродаванијим писцем у историји са више од две милијарде продатих примерака детективских романа.